# End of Grays
End of Greys é um arco de história em quadrinhos de 2006 apresentado na revista em quadrinhos X-Men.

## Sinopse
A história é focada, principalmente, no caráter de Rachel Summers, que finalmente decidiu conhecer os pais de sua falecida mãe, John e Elaine Grey. Para Rachel se sentir em casa, eles organizaram uma reunião em família. No entanto, sem o conhecimento dela, toda a família Grey foi condenada à morte pelo Império Shi’ar, sem o conhecimento de Lilandra, na esperança de erradicar a Fênix uma vez por todas. O Esquadrão da Morte, um subgrupo da Guarda Imperial liderado pelo impiedoso Manto Negro, desce à Terra para interromper a reunião e prossegue para exterminar todos os parentes de Rachel que carregam o genoma Grey. John e seu irmão Brian são incinerados no ataque. Alguns dos X-Men chegam, mas já é demasiadamente tarde. Bekka Wallis e Liam Grey são comidos vivos pela colônia, Phyliss e Roy Dennefer, tio Roger e Juliano são todos mortos à tiros antes que eles percebessem o que estava acontecendo. Os heróis tentam salvar os parentes restantes mas logo um acidente de carro ocorre, e a casa dos Grey explode com ainda algumas pessoas em seu interior. Nos escombros, os Shi’ar percebem que ainda há parentes de Rachel em vida (Cable, Elaine e a própria Rachel). Elaine descarrega sua raiva verbalmente sobre Charles Xavier e até sobre sua falecida filha Jean Grey. O chefe da Guarda Imperial decide assassinar Rachel com uma rajada psiônica, mas acaba errando e mata Elaine. Os X-Men expulsam os alienígenas da Terra, após as atrocidades cometidas. Rachel jura vingança ao Planeta Shi’ar. Em seguida, é visto Jean Grey levando sua família para a Sala Incandescente. Posteriormente, os X-Men confrontam o Esquadrão e Rachel se vinga de Manto Negro, explodindo sua cabeça.